# Melania (Krivokućin)
Melania, nazwisko świeckie Krivokućin, zd. Velegišanin (ur. 1 lutego 1886, zm. 28 kwietnia 1942 w Belgradzie) – serbska mniszka prawosławna, w latach 1932–1941 przełożona monasteru Kuveždin oraz w latach 1935–1941  przełożona monasteru Wprowadzenia Matki Bożej o Świątyni w Belgradzie – pierwszych żeńskich serbskich klasztorów prawosławnych od czasów średniowiecza.

## Życiorys
Była córką prawosławnego duchownego Efrema Velegišanina. Uzyskała wykształcenie średnie, dalszą naukę uniemożliwiła jej choroba oczu; młoda kobieta kontynuowała naukę w domu, szczególną uwagę poświęcając lekturze literatury religijnej. W 1909 wyszła za mąż za Nikona Krivokućina, który został następnie wyświęcony na kapłana prawosławnego i podjął działalność duszpasterską w parafii, w której służył ojciec przyszłej ihumeni. W małżeństwie urodziło się jedno dziecko, które jednak przedwcześnie zmarło.
W czasie I wojny światowej przystąpiła do Czerwonego Krzyża. Następnie razem z ojcem i mężem udała się na emigrację przez Czarnogórę i Albanię do Włoch. W 1919 Krivokućinowie wrócili do pierwotnego miejsca zamieszkania, ale ich majątek został rozgrabiony. Schorowany mąż przyszłej mniszki jeszcze w tym samym roku zmarł. Dwa lata później wdowa wstąpiła do jedynego żeńskiego klasztoru prawosławnego w Jugosławii – monasteru Novo Hopovo, prowadzonego przez mniszki rosyjskie z dawnego monasteru Narodzenia Matki Bożej w Leśnej.
W 1932 Melania (Krivokućin) była już ihumenią monasteru Kuveždin i kierowała 50-osobową wspólnotą monastyczną. W 1936 mniszki otworzyły drugi żeński klasztor, monaster Wprowadzenia Matki Bożej do Świątyni w Belgradzie, którym ihumenia Melania kierowała przy pomocy rosyjskiej mniszki Angeliny (Graczowej). Pod kierunkiem Melanii formację duchową uzyskała liczna grupa mniszek, które następnie same były ihumeniami nowych serbskich monasterów.
W 1941 trzydzieści dwie serbskie mniszki z Kuveždinu zostały wywiezione do ustaszowskiego obozu koncentracyjnego w Capragu, gdzie przebywały od 6 do 27 września 1941. Po zwolnieniu ihumenia Melania udała się do klasztoru w Belgradzie, gdyż monaster Kuveždin został przez ustaszy całkowicie zniszczony. Jeszcze przed 1941 chorowała na raka; zmarła w kwietniu 1942. Jej pogrzeb prowadził biskup Arseniusz (Bradvarević) w asyście licznej grupy duchownych. Obowiązki przełożonej monasteru w Belgradzie przejęła po niej Angelina (Graczowa).